# Love Mode
Love Mode ist ein Boys-Love-Manga von Yuki Shimizu, der von 1995 bis 2003 in Japan erschien und in mehrere Sprachen übersetzt wurde. Die Geschichten der Serie drehen sich um eine Begleitagentur für Männer und Affären und Beziehungen, die um sie herum entstehen.

## Handlung
Der Oberschüler Izumi Sakashita geht zu einer Verabredung, die ihm sein Freund Konno vermittelt hat. Doch trotz der erwarteten Frau taucht ein Mann auf, der sich als sein Date vorstellt. Obwohl Izumi enttäuscht ist, verbringt er mit Katsura Takamiya den Abend und hat dann auch viel Spaß dabei, bis er schließlich betrunken mit dem deutlich älteren Mann im Bett landet. Am nächsten Morgen ist Izumi außer sich und als Katsura erfährt, dass Izumi nicht der Prostituierte ist, der ihm von der Agentur Blue Boy vermittelt wurde. Es tut ihm alles leid und er hilft Izumi nach Hause, doch der ist von ihm angewidert. Schließlich gesteht ihm Katsura sogar, dass er sich in ihn verliebt hat, während Izumi immer mehr daran zweifelt, nicht auch zu ihm hingezogen zu sein. Und da Izumis Mutter Katsura sympathisch und verlässlich findet, kommt der die Familie auch immer wieder besuchen oder Izumi soll bei ihm übernachten, während sie weg ist. Langsam öffnet sich Izumi Katsura – und lernt nach einiger Zeit dessen Freund Reiji Aoe kennen, den Geschäftsführer von Blue Boy, und so mit der Zeit auch andere aus der Agentur. Schließlich gesteht sich Izumi ein, dass er sich in Katsura verliebt hat und beide werden ein Paar.
Es folgen weitere Geschichten um das Paar und andere Personen rund um die Agentur Blue Boy.

## Veröffentlichung
Die Serie erschien zunächst von 1995 bis 2003 in Einzelkapiteln im Magazin Be×Boy des Verlags Biblos. Dieser brachte die Geschichte auch in elf Sammelbänden heraus. 
Eine deutsche Übersetzung aller Bände erschien von 2005 bis 2008 bei Carlsen Manga. Eine englische Fassung erschien ab 2006 bei Tokyopop unter deren Boys’-Love-Label Blue. Auf Französisch erschien der Manga bei Taifu Comics.

## Rezeption
Die Zeichnungen der Serie nennt Jason Thompson „extrem krakelig und unattraktiv“ und mit der schmuddligen Atmosphäre, die sie schaffen, teils im Gegensatz zu den Geschichten stehend. Diese seien manchmal ausgefeilt geschrieben, indem beispielsweise durch Träumen gewagte Szenen eingefügt werden. Auch „humoristische Bananen-Ess-Szenen“ seien ein Plus.